# Karakol (taktyka walki)

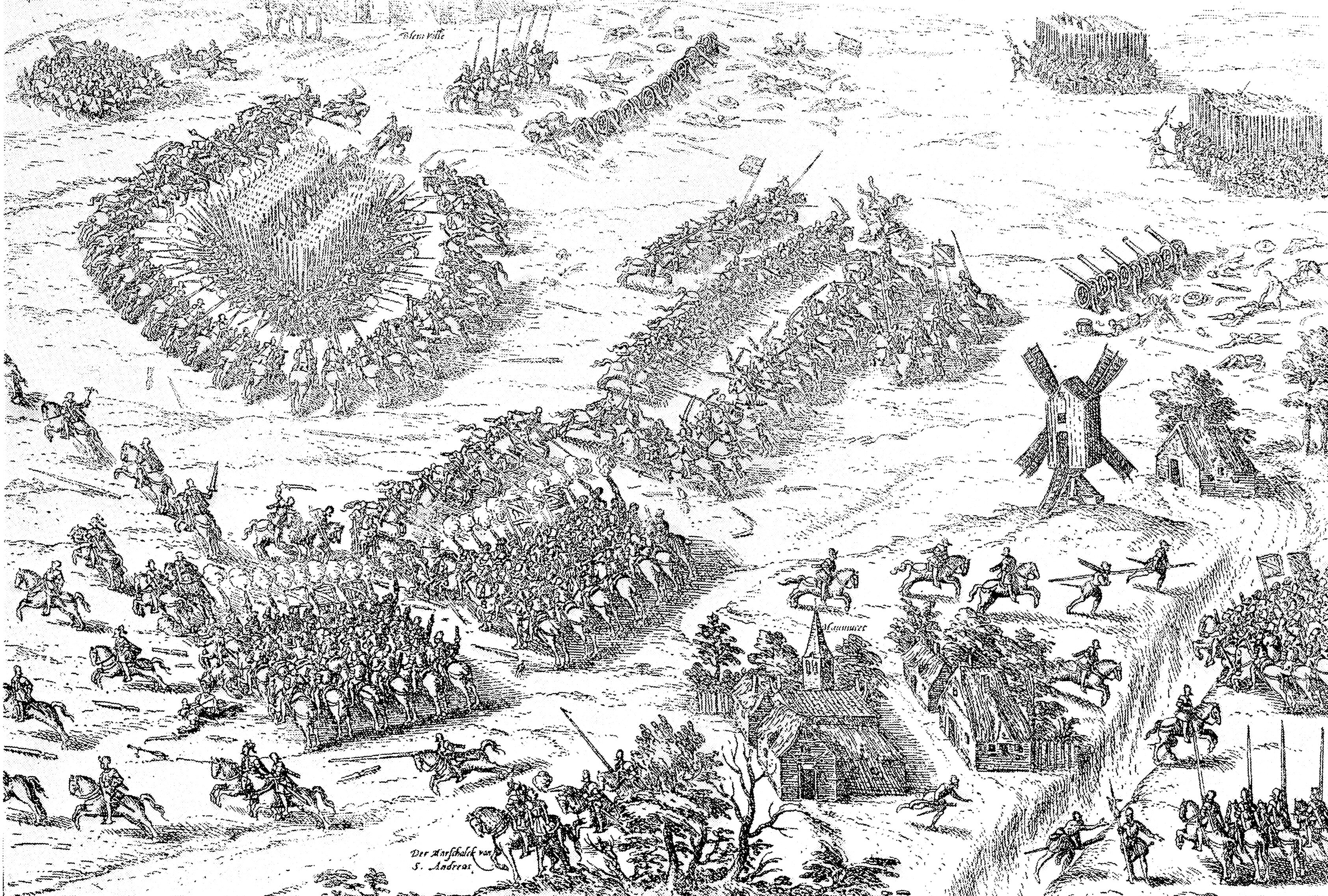
Karakol zastosowany w czasie bitwy pod Dreux (1562)

Karakol (franc. caracole) – taktyka walki jazdy stosowana od drugiej połowy XVI do połowy XVII wieku, polegająca na cyklicznym ostrzeliwaniu przeciwnika bronią strzelecką przez kolejne szeregi kawalerzystów. Odpowiednik kontrmarszu stosowanego w piechocie.

## Historia
Rozwój broni palnej doprowadził do zmniejszenia znaczenia kawalerii w zachodnioeuropejskich armiach XVI wieku. Jej udział liczbowy spadł w połowie wieku do 1/10 liczebności armii polowych. Atak ciężkiej jazdy, uformowanej w tradycyjnym, luźnym szyku uderzeniowym, prowadzony kłusem, nie mógł doprowadzić do przełamania czworoboków uzbrojonej w arkebuzy, muszkiety i piki piechoty. W kawalerii zaczęły dominować lżej uzbrojone oddziały (rajtaria, arkebuzerzy), których głównym narzędziem walki była broń palna. Taktyka walki jazdy upodobniła się do stosowanego przez piechotę kontrmarszu. Nowy sposób walki polegał na ostrzale z broni palnej. W tym celu jazda podjeżdżała w kilkunastoszeregowym szyku jak najbliżej nieprzyjaciela. Trzy pierwsze luźno rozstawione szeregi oddawały strzał z pistoletu (puffer) z jednej ręki, po czym kawalerzyści obracali się w miejscu i oddawali strzał z drugiej ręki (żołnierze z drugiego i trzeciego szeregu strzelali pomiędzy lukami). Następnie wycofywały się, a w ich miejsce wchodziły następne trzy szeregi. Ten sposób walki, z wieloma wariantami, nazwany został karakolem, od francuskiego słowa oznaczającego spiralę, serpentynę. 
Obok klasycznej postaci karakolu istniały liczne jego odmiany. Najczęściej stosowano jeszcze trzy, mianowicie karakol prosty, tzw. ślimak, oraz karakol protestancki.
Karakol prosty stanowił kawaleryjską odmianę kontrmarszu stosowanego przez piechotę. Oddział podjeżdżał jak najbliżej przeciwnika, po czym pierwszy szereg oddawał strzały w podobny sposób, jak przy klasycznym karakolu i wycofywał się na tył formacji. Wówczas strzały oddawał drugi szereg itd.
Ślimak stosowany był chętnie przez arkebuzerów, a także przez polskie chorągwie kozackie na początku XVII w. Był podobny do karakolu prostego, lecz strzelano nie szeregami, ale rzędami. Skrajny rząd (najczęściej lewy) ruszał w kierunku przeciwnika, w jego pobliżu wykonywał zwrot w prawo, oddawał strzał (czasem po kolejnym zwrocie drugi) i objeżdżając własny oddział dookoła wracał na swoje miejsce.
Połączeniem uproszczonego ślimaka z prostym karakolem był tzw. karakol protestancki. Polegał on na tym, że cała formacja zbliżała się do przeciwnika. Po zatrzymaniu pierwszy rząd wykonywał zwrot i oddawał strzał (zwykle tylko jeden). Potem pierwszy rząd zwracał się ponownie frontem do nieprzyjaciela, a cały oddział zakręcał w lewo, przejeżdżając swoją prawą flanką przed frontem nieprzyjaciela. Wówczas strzelał prawy rząd. Manewr można było na tym zakończyć, lecz niekiedy po drugiej salwie kontynuowano go, tak aby obrócić oddział lewą flanką do frontu przeciwnika i aby lewy rząd również mógł oddać strzał. Zaletą tej metody było to, że manewr mogli wykonać nawet słabo wyszkoleni żołnierze. Natomiast miał też on poważną wadę, jaką było defilowanie całego oddziału bokiem do frontu przeciwnika i wystawianie się na jego uderzenie na białą broń.
Istotą walki było maksymalne wykorzystanie ognia broni palnej, utworzenie wyłomu w szeregach nieprzyjaciela i pogłębienie go przy pomocy ataku na broń białą. Liczebność jazdy w armiach wzrosła do prawie połowy stanów liczbowych.
Ten sposób walki uległ zmianie pod wpływem porażek doznawanych w bitwach z jazdą polską, szczególnie husarią, stosującą taktykę impetycznej szarży przeprowadzanej galopem i cwałem. W latach dwudziestych XVII w. Gustaw Adolf dokonał w armii szwedzkiej zmiany taktyki walki kawalerii na bardziej dynamiczną, co było jednym z powodów zwycięstw szwedzkich w wojnie trzydziestoletniej. Za jego przykładem poszli dowódcy innych armii zachodnioeuropejskich.
Skuteczny sposób współdziałania rajtarskiego karakolu z husarską szarżą zastosowali Polacy w bitwie pod Gniewem w 1626 r. Atak husarii na piechotę szwedzką (po kilku niepowodzeniach) powiódł się, gdy został połączony z wykonanym jednocześnie przez rajtarów Mikołaja Abrahamowicza swego rodzaju karakolem. Dla jego przeprowadzenia polski dowódca, prowadzący swych rajtarów w drugim rzucie, wykorzystał przerwę w ugrupowaniu husarii. Galopem zrównał się z husarią (jeszcze nierozpędzoną), wykonał pojedynczy napad ogniowy na piechotę (po krótkim zwrocie w prawo), po czym ponownie korzystając z przerwy między husarzami ukrył się za nimi. Ponieważ piechota oczekiwała z otwarciem ognia na uderzenie husarii, nie przeciwdziałała akcji rajtarów. Poniesione przez piechotę straty i efekt psychologiczny karakolu znacznie ułatwiły husarii skuteczne uderzenie. 
Wcześniej, w trakcie tej samej bitwy, Abrahamowicz także wykonał ze swoimi rajtarami karakol (w starciu ze szwedzką rajtarią). I ten manewr był przeprowadzony niestandardowo. Mianowicie po oddaniu dwóch salw pistoletowych jego żołnierze nie wycofali się, lecz od razu uderzyli na białą broń, skutecznie rozbijając Szwedów. 

## Wybrana literatura
- Witold Biernacki - Biała Góra 1620, Gdańsk 2006, ISBN 83-89929-90-2
- Włodzimierz Kwaśniewicz - Leksykon dawnej broni palnej, Dom Wydawniczy BELLONA, Warszawa 2004.
- Paweł Skworoda - Hammerstein 1627, Warszawa 2006, ISBN 83-11-10324-0